# オオミヤノメ
オオミヤノメは、神道の神。『延喜式神名帳』と『古語拾遺』では大宮売神（おおみやのめのかみ）、伏見稲荷大社では大宮能売大神（おおみやのめのおおかみ）と表記する。宮殿の平安を守る女神である。

## 神話などでの記述
『古事記』や『日本書紀』には記されないが、『古語拾遺』に太玉命の子として登場する。天岩戸から新殿に移った天照大神に侍女として仕えたとされ、内侍（女官）が善言美詞（麗しい言葉）を駆使して君臣の間を和らげるような働きをしたと記されている。
『延喜式』の大殿祭（おおとのほがい）の祝詞においては、皇居に鎮座して親王や諸臣たちが過ちを犯すことなく心安らかに仕えられるよう見守る神であるとされている。

## 解説
神祇官で祀られた天皇守護の八神のうちの一柱として、朝廷で重視された女神である。宮殿の人格化とも女官の神格化ともいわれ、上述したように君臣の間を取り持ち調和を図る神とされる。こうした性格から、旅館や百貨店など接客業の守護神として信仰されるほか、家内安全・家族和合の神ともされている。
伏見稲荷大社で祀られる稲荷三神（上社・中社・下社の神の総称）の一柱でもあり、主祭神のウカノミタマの配神として上社に祀られている。穀物神であるウカノミタマに仕える巫女を神格化したものともされる。こうした属性から平安京の官営市場の守護神として祀られた結果、商売繁盛の神としても信仰されるようになった。
また、江戸時代の国学者・平田篤胤は『宮比神御伝記』で、伊勢神宮内宮に祀られる宮比神（みやびのかみ）は、オオミヤノメまたはアメノウズメ（芸能の女神）の別名であると説いている。祐徳稲荷神社や志和稲荷神社でもオオミヤノメをアメノウズメに当てており、技芸上達の神としている。

## オオミヤノメを祀る神社

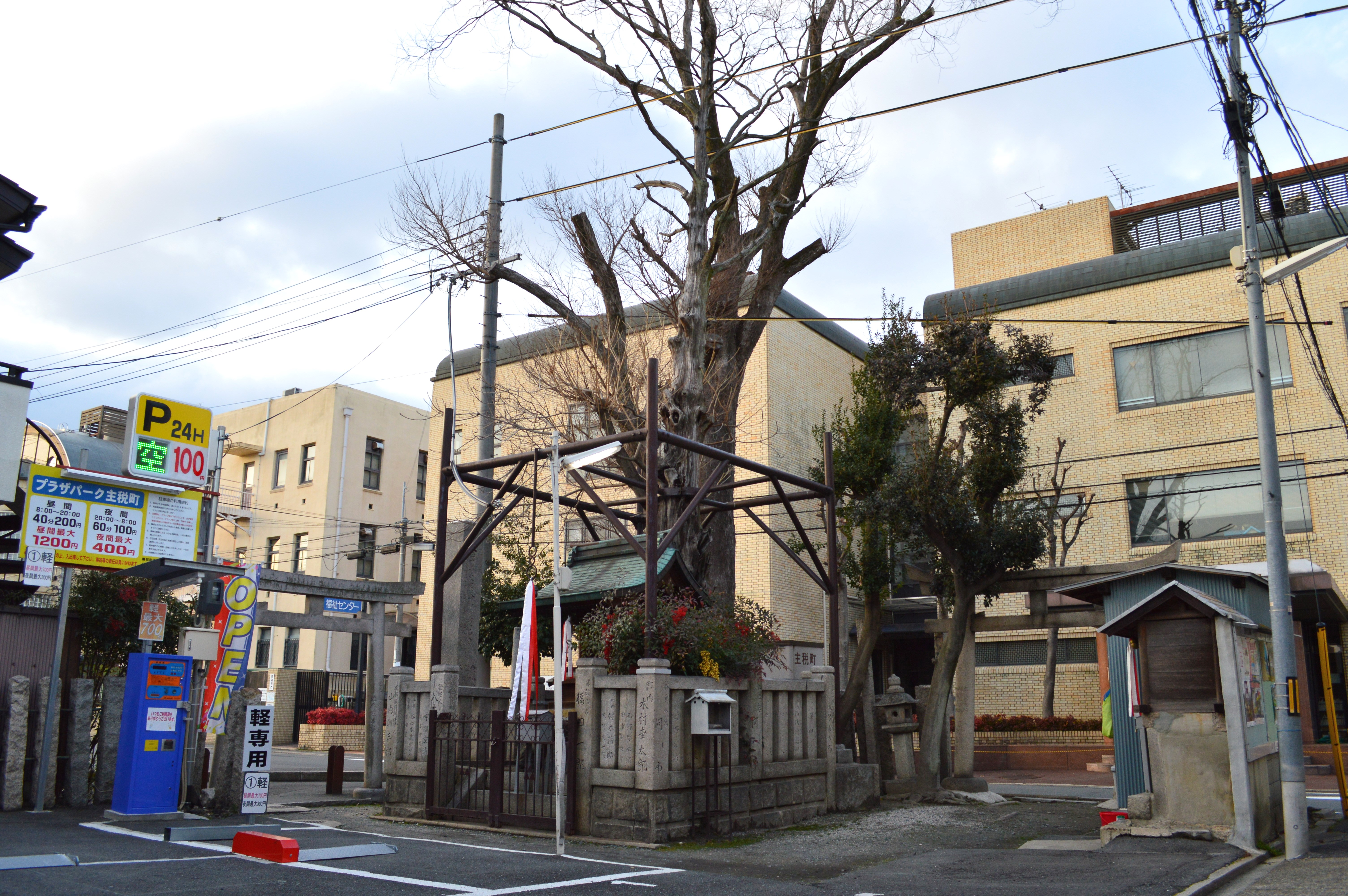
大宮姫稲荷神社（京都府京都市）

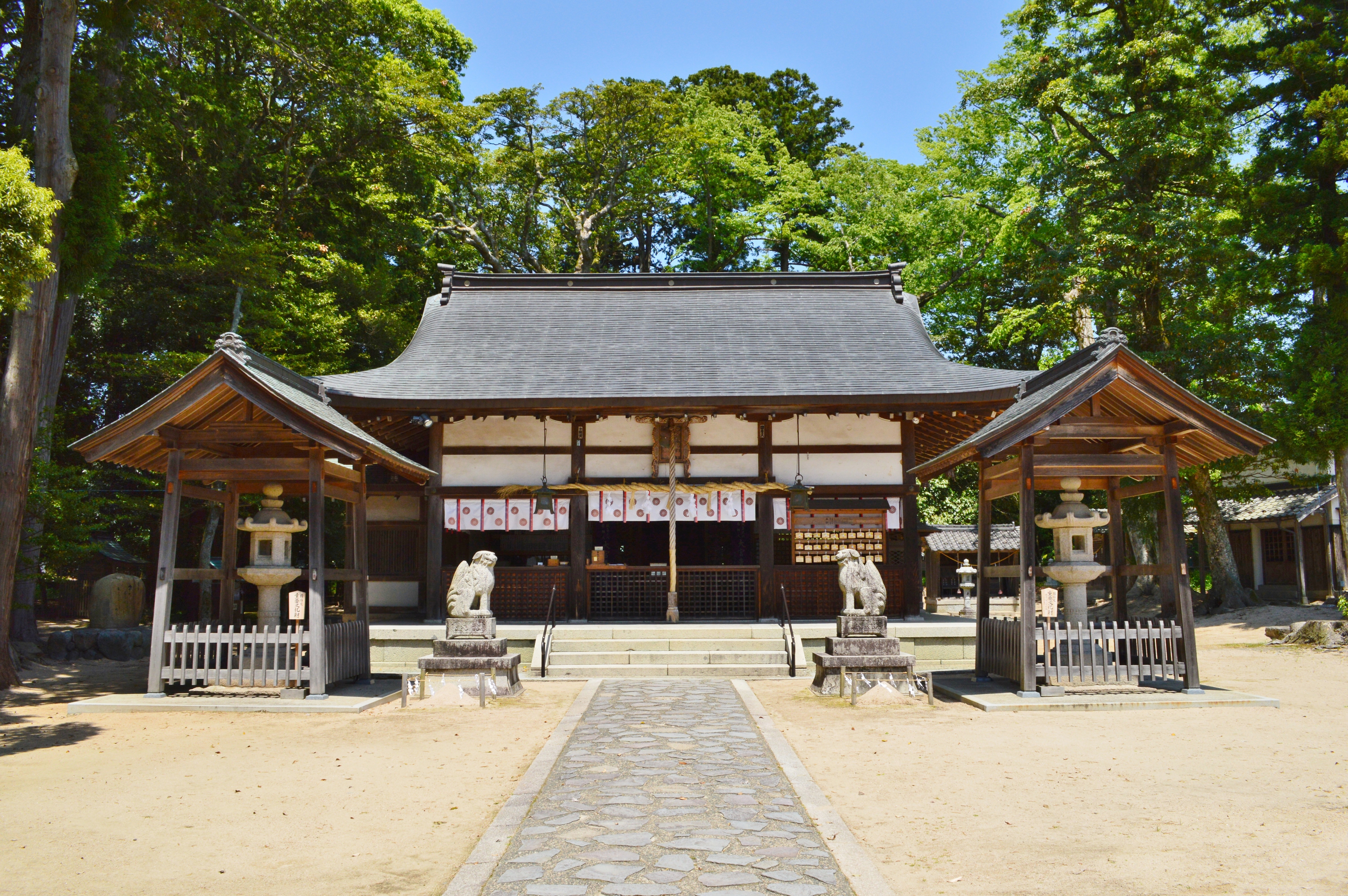
大宮売神社（京都府京丹後市）

神祇官の故地に近い大宮姫稲荷神社（京都府京都市上京区主税町）や、「大宮売」を称する唯一の式内社である大宮売神社（京都府京丹後市）で、主祭神として祀られている。そのほか、伏見稲荷大社（京都市伏見区）をはじめとする日本各地の稲荷神社で、ウカノミタマなどの配神として祀られる。